# Doppelirrtum
Als Doppelirrtum wird im Strafrecht eine Irrtumskonstellation bezeichnet, bei der der Täter nicht nur irrtümlich vom Vorliegen der tatsächlichen Voraussetzungen eines Rechtfertigungsgrundes ausgeht, sondern auch über die Reichweite des Rechtfertigungsgrundes irrt - mithin sowohl einem sogenannten Erlaubnistatbestandsirrtum als auch einem Erlaubnisirrtum in Form des Erlaubnisgrenzirrtums unterliegt.  

## Ausgangsfall
A meint im Dunkeln, einen Dieb in seinem Garten zu erkennen. Er ist besorgt und feuert ohne Vorwarnung einen Schuss auf die Person ab. Er glaubt, hierzu zum Schutze seines Heims berechtigt zu sein. Bei dem vermeintlichen Dieb handelte es sich aber um seinen Sohn, der nach einer langen Zechtour nach Hause kommt. Der Sohn stirbt an Ort und Stelle.

## Rechtliche Behandlung

### Allgemeine rechtliche Behandlung
Strafrechtlich werden in solchen Konstellationen die Grundsätze des Verbotsirrtums angewandt, § 17 StGB. Entscheidend für die Strafbarkeit des irrtümlich Handelnden ist daher, ob sein Verbotsirrtum unvermeidbar war und damit sein Verschulden ausscheidet. 
Dahinter steht der Gedanke, dass auch bei Vorliegen eines echten Einbrechers das Notwehrrecht des Täters an der fehlenden Erforderlichkeit der Notwehrhandlung scheitern würde. Damit soll eine Privilegierung des Täters durch Anwendung der vorherrschenden Lösungsansätze zur dogmatischen Behandlung des Erlaubnistatbestandsirrtums vermieden werden.

### Anwendung auf den Ausgangsfall
A geht irrtümlich davon aus, dass ein Angriff im Sinne des deutschen Notwehrparagraphen nach § 32 StGB auf sein Eigentum vorliegt, zumindest ein  Hausfriedensbruchs nach § 123 StGB vorläge. Tatsächlich will sein Sohn den Garten überwinden, der aber mit dem konkludenten Einverständnis des A. Hypothetisch wäre die Vorstellung des A zutreffend, wenn an die Stelle des Sohnes ein Täter treten würde. Dieser Irrtum über das Vorliegen der tatsächlichen Voraussetzungen eines anerkannten Rechtfertigungsgrundes führt zu einem Erlaubnistatbestandsirrtum. Darüber hinaus glaubt A, zu einem nicht erforderlichen Todesschuss berechtigt zu sein. Damit irrt er über die rechtlichen Grenzen eines Rechtfertigungsgrundes, was zu einem Erlaubnisirrtum führt. Zur Vermeidung der Privilegierung des A wird § 17 StGB (Verbotsirrtum) angewendet. Der Irrtum war hier unter Berücksichtigung der Gesamtumstände vermeidbar, so dass sich A wegen Totschlags nach § 212 Abs. 1 StGB strafbar gemacht hat.